# گولدن‌راد (فلوریدا)
گولدن راد (به انگلیسی: Goldenrod) یک منطقهٔ مسکونی در ایالات متحده آمریکا است که در فلوریدا واقع شده‌است. گولدن راد ۷ کیلومتر مربع مساحت و ۱۲٬۰۳۹ نفر جمعیت دارد و ۲۶ متر بالاتر از سطح دریا قرار دارد.